# Cyphon notatus
Cyphon notatus es una especie de coleóptero de la familia Scirtidae.

## Distribución geográfica
Habita en Madagascar.